# IPCわんわん動物園
IPCわんわん動物園（アイピーシーわんわんどうぶつえん）は、愛知県岡崎市大平町にある動物園。1994年（戌年）の1月に開園した。

## 概要
「わんわん動物園」という名称が表している通り、この動物園で飼育・展示されている動物は少数の鳥や猫の仲間を除き、ほとんどが犬の仲間である。
この動物園では飼い犬も無料で入園することができ、飼い主は飼い犬を連れて園内を見学することができる。ただし、飼い犬を連れての見学が制限されているエリアも一部存在する。
この動物園で調教されているトイ・プードルの「すみれ」は、日本テレビ系列の情報番組「ズームイン!!SUPER」での放送において、犬の2足歩行による100m走で30秒ジャストという記録を残している。これは、当時の世界記録であった44秒台という記録を大きく上回る新記録である。

## 園内の主な施設
- 世界の珍犬・名犬展示コーナー
- ドッグラン
- おさんぽレンタル
- わんわん劇場
- チワワのおうち
- にゃんにゃんハウス
- わんわん神社
- エンジェリーヌ

## 飼育されている主な犬種
- ラブラドール・レトリバー
- ゴールデン・レトリバー
- ミニチュア・ダックスフント
- ウェルシュ・コーギー・ペンブローク
- チワワ
- パピヨン
- ダルメシアン
- ドーベルマン
- ジャーマン・シェパード・ドッグ
- ボーダー・コリー
- 紀州犬
- 秋田犬
- アフガン・ハウンド
- トイ・マンチェスター・テリア
- オールド・イングリッシュ・シープドッグ
- ウィペット
- グレートピレニーズ
- グレートデン